# Malaia minnahassae
Malaia minnahassae är en skalbaggsart som beskrevs av Heller 1896. Malaia minnahassae ingår i släktet Malaia och familjen Rutelidae. Inga underarter finns listade i Catalogue of Life.